# Diyllus maximus
Diyllus maximus är en insektsart som beskrevs av Max Beier 1960. Diyllus maximus ingår i släktet Diyllus och familjen vårtbitare. Inga underarter finns listade i Catalogue of Life.